# Synanthedon nuba
Synanthedon nuba là một loài bướm đêm thuộc họ Sesiidae. Nó được tìm thấy ở Cộng hòa Congo và Gabon.